# Heavy Jelly
Heavy Jelly ist das vierte Studioalbum der englischen Punk-Band Soft Play und das erste nach der Umbenennung von Slaves. Das Album erschien am 19. Juli 2024 über BMG. 

## Entstehung
Die Zeit nach der Veröffentlichung der EP The Velvet Ditch verlief für die Musiker schwierig. Zunächst erlitt der Sänger und Schlagzeuger Isaac Holman einen durch Zwangsstörungen verursachten Nervenzusammenbruch und zog daraufhin in sein Elternhaus zurück. Die anstehenden Konzerte wurden abgesagt. Kurz darauf wurde bei der Partnerin des Gitarristen Laurie Vincent Krebs diagnostiziert. Sie verstarb im Juni 2020 im Alter von 32 Jahren. Beide Musiker zogen sich daraufhin zurück. Auch eine Auflösung war im Gespräch. Erst als der Band im Jahre 2022 ein Angebot erhielt, im Vorprogramm von Blur aufzutreten, rauften sich Holman und Vincent wieder zusammen.
Auch wenn sich das Angebot von Blur im Sande verlief machten sich die beiden Musiker ohne Zeitdruck an die Arbeit zu einem neuen Album. Dabei haben beide viel neues ausprobiert und ihren Punk um Elemente des Nu Metal, Rap und Folk zu erweitern. Produziert wurde das Album von Jolyon Thomas im Albion Rooms Studio in Margate. Bei dem Lied Punk’s Dead ist während der Bridge Robbie Williams als Gastsänger zu hören. Musikvideos wurden für die Lieder Punk’s Dead, Mirror Muscles, Act Violently, Everything and Nothing und Isaac Is Typing… veröffentlicht. Im Dezember 2022 verkündete die Band ihren Namenswechsel von Slaves zu Soft Play. Der alte Bandname würde „nicht mehr länger repräsentieren, wer die beiden Bandmitglieder sind und wofür ihre Musik steht“.
Am 18. April 2025 veröffentlichte die Band eine Deluxe-Version des Albums an, welche unter dem Namen Heavier Jelly erschien. Diese Version enthält sechs weitere Lieder, die teilweise während der Arbeit an dem Vorgängeralbum Acts of Fear and Love entstanden sind, teilweise aber auch erst nach der Veröffentlichung von Heavy Jelly aufgenommen wurde. Laut Laurie Vincent wurden alle der sechs neuen Lieder ernsthaft für die Originalveröffentlichung in Erwägung gezogen, aber „wegen Unstimmigkeiten bezüglich Stimmungen und Genres weggelassen“. Als erste Single wurde am 19. März 2025 das Lied Slushy veröffentlicht, bei dem Kate Nash als Gastsängerin zu hören ist.

## Hintergrund
Der Albumtitel ist an eine Aussage von Laurie Vincents Jiu-Jitsu-Lehrers zum Thema Körperspannung angelehnt.

„Es bringt auf den Punkt, wie ernst und albern das Leben gleichzeitig sein kann. Selbst in den dunkelsten Momenten der Trauer gibt es Humor, und es gibt immer einen Realitätscheck, der an einem schönen Tag stattfinden kann. Ich habe das Gefühl, dass diese Platte und das Leben eine wirklich schwere Balance darstellen. Es ist albern, aber wir hatten eine wirklich verdammt harte Zeit. Es fühlt sich für uns poetisch perfekt an.“

Punk’s Dead ist eine Reaktion auf die Umbenennung der Band. Im Text verarbeiteten die beiden Bandmitglieder zahlreiche negative Kommentare. Act Violently entstand zufällig im Studio. Während einer Pause wurden beide beim Verlassen eines Geschäfts beinahe von einem E-Scooter-Fahrer erfasst. Isaac Is Typing… entstand aus Isaac Holmans Zwangsstörung. Laut Laurie Vincent kommt es im bandinternen Gruppenchat häufig vor, dass Holman eine Frage gestellt wird und dann „Isaac is typing...“ angezeigt wird. Dies kann bis zu zehn Minuten dauern. John Wick ist entstanden, nachdem sich Laurie Vincent auf Tournee ständig die John-Wick-Filme ansah. Mirror Muscles handelt von der Besessenheit vom Bodybuilding. Beide Musiker wurden bei ihren Gängen ins Fitnessstudio zu dem Lied inspiriert und bezeichnen das Lied als „ironischen Blick“ auf den modernen Fitness-Kult. Everything and Nothing widmet Isaac Holman einem kurz zuvor verstorbenen Freund. Die Violine wurde von Raven Bush eingespielt.

## Titelliste
| Reguläre Version 1. All Things – 2:43 2. Punk’s Dead – 3:11 3. Act Violently – 2:51 4. Isaac Is Typing… – 2:44 5. Bin Juice Distaster – 1:55 6. Worms on Tarmac – 2:02 7. John Wick – 1:22 8. Mirror Muscles – 2:41 9. Working Title – 2:49 10. The Mushroom and the Swan – 3:02 11. Everything and Nothing – 3:57 | Bonustitel von Heavier Jelly 1. Heavy Jelly – 2:36 2. Slushy (feat. Kate Nash) – 3:06 3. Flip ’em the Bird – 3:00 4. Chairman of the Council – 3:45 5. Green Lamborghini – 1:26 6. Take Me to the Top – 2:40 |

## Rezeption

### Rezensionen
Iain Key vom Magazin Louder Than War beschrieb Heavy Jelly als „triumphale Rückkehr der Band“. Das Album „ist hart, skurril und reflektiv“ und die Rückkehr der Band „hochwillkommen“, wofür er fünf von fünf Punkte vergab. Olly Thomas vom britischen Magazin Kerrang schrieb, dass sich Soft Play „vollständig wiedererstarkt hätten“. Das abschließende Lied Everything and Nothing wäre der „krönende Abschluss eines Comebacks, der alle Erwartungen übertrifft“. Thomas vergab vier von fünf Punkten. Ben Forrest vom Onlinemagazin Far Out hingegen kritisierte, dass Heavy Jelly „oftmals fehlerhaft und fantasielos“ wäre. Es fehlt die Abwechselung, so dass das Album nach ein paar Titeln zu einer „nichtssagenden Klangwand“ verkommt. Forrest vergab drei von fünf Punkten.
Das britische Magazin Kerrang führte Heavy Jelly auf Platz 17 ihrer Liste der 50 besten Alben des Jahres 2024.

### Chartplatzierungen
| ChartsChartplatzierungen     | Höchstplatzierung | Wochen |
| ---------------------------- | ----------------- | ------ |
| Vereinigtes Königreich (OCC) | 3 (1 Wo.)         | 1      |